# Bushyhead
Bushyhead és una concentració de població designada pel cens dels Estats Units a l'estat d'Oklahoma. Segons el cens del 2000 tenia 1.203 habitants.

## Demografia
Segons el cens del 2000, Bushyhead tenia 1.203 habitants, 431 habitatges, i 344 famílies. La densitat de població era de 31 habitants per km².
Dels 431 habitatges en un 37,4% hi vivien nens de menys de 18 anys, en un 68% hi vivien parelles casades, en un 6,7% dones solteres, i en un 20% no eren unitats familiars. En el 16,2% dels habitatges hi vivien persones soles el 4,4% de les quals corresponia a persones de 65 anys o més que vivien soles. El nombre mitjà de persones vivint en cada habitatge era de 2,79 i el nombre mitjà de persones que vivien en cada família era de 3,09.
Per edats la població es repartia de la següent manera: un 30,7% tenia menys de 18 anys, un 7,1% entre 18 i 24, un 28,3% entre 25 i 44, un 25,3% de 45 a 60 i un 8,6% 65 anys o més.
L'edat mediana era de 35 anys. Per cada 100 dones de 18 o més anys hi havia 101 homes.
La renda mediana per habitatge era de 33.438 $ i la renda mediana per família de 34.779 $. Els homes tenien una renda mediana de 29.408 $ mentre que les dones 22.009 $. La renda per capita de la població era de 13.140 $. Entorn de l'11,6% de les famílies i el 13,4% de la població estaven per davall del llindar de pobresa.

## Poblacions més properes
El següent diagrama mostra les poblacions més properes.